# 17023 Abbott
17023 Abbott è un asteroide della fascia principale. Scoperto nel 1999, presenta un'orbita caratterizzata da un semiasse maggiore pari a 2,4161715 au e da un'eccentricità di 0,1240238, inclinata di 1,85747° rispetto all'eclittica.
L'asteroide è dedicato al comico statunitense Bud Abbott.